# 圣日耳曼德萨勒
圣日耳曼德萨勒（法語：Saint-Germain-de-Salles，法語發音：[sɛ̃ ʒɛʁmɛ̃ də sal]）是法国阿列省的一个市镇，位于该省南部，属于穆兰区。

## 地理
圣日耳曼德萨勒（46°10'45"N, 3°12'49"E）面积11.59 平方千米，位于法国奥弗涅-罗讷-阿尔卑斯大区阿列省，该省份为法国中部省份，北起涅夫勒省、西北接谢尔省，西南至克勒兹省，南至多姆山省，东南临卢瓦尔省，东临索恩-卢瓦尔省。
与圣日耳曼德萨勒接壤的市镇（或旧市镇、城区）包括：巴尔伯里耶、布鲁-韦尔内、沙鲁、埃特鲁萨、让扎、勒马耶代科勒、阿列省于塞勒。

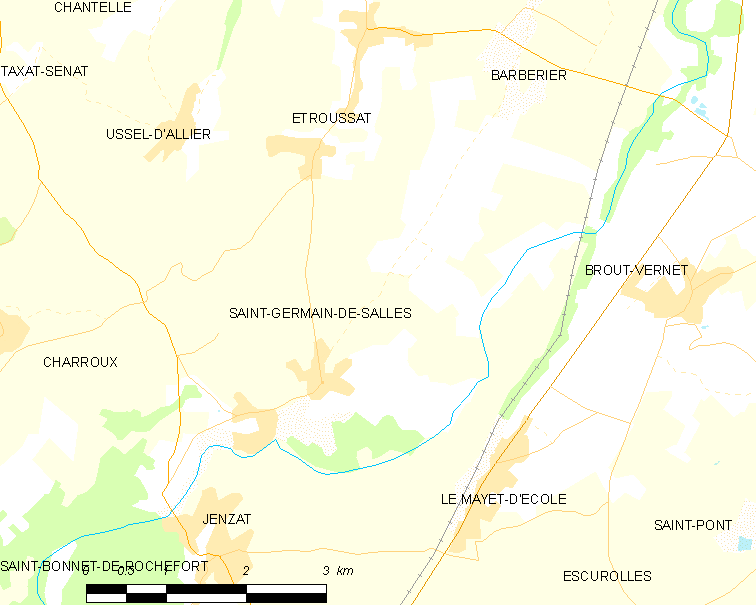
圣日耳曼德萨勒的OSM定位图

圣日耳曼德萨勒的时区为UTC+01:00、UTC+02:00（夏令时）。

## 行政
圣日耳曼德萨勒的邮政编码为03140，INSEE市镇编码为03237。

## 政治
圣日耳曼德萨勒所属的省级选区为加纳县。

## 人口

1962-2008年间圣日耳曼德萨勒人口变化图示

圣日耳曼德萨勒于2022年1月1日时的人口数量为426人。